# Södermanlands runinskrifter 166
Runinskrift Sö 166 är en runsten i Grinda, Spelviks socken och Nyköpings kommun. Den står jämte Sö 165 i öppen ängsmark öster om väg 223 och cirka 300 meter norr om avtagsvägen till Landshammars gård.

## Inskriften
Translitterering av runraden:
: kriutkarþr : ainriþi : suniʀ : kiarþu : at : faþur : snialan : kuþuiʀ : uaʀ uastr : a : aklati : kialti : skifti : burkiʀ : a : sahks:lanti : suti : kaula
Normalisering till runsvenska:
Griutgarðr, Æinriði, syniʀ,
 giærðu at faður sniallan.
 Guðveʀ vaʀ vestr a Ænglandi,
 gialdi skifti,
 borgiʀ a Saxlandi
 sotti karla.
Översättning till nusvenska:
Grytgard, Ändride, sönerna, gjorde (vården) efter sin käcke fader. Gudver var västerut i England, skiftade (dana)gälden, hemsökte i Saxland (n. v. Tyskland) befolkningens städer.
I runtexten som går i versform berättar två söner om sin fader Gudve, som varit på resa till både Danmark och England. På färden deltog han först i det omtalade danagäldet som skedde utmed engelska kusten och sedan på hemvägen passade han på att plundra borgar i Saxland, ett område söder om Hedeby i danska Sydjylland.
Rörande upptäckten av runstenen, berättas i Fornminnesföreningens tidskrift (1888) följande av en person som inventerade Södermanlands runstenar:
"Ett par alnar i söder om den förra stenen stack upp ur jorden en stenhäll, om 30 à 40 × 50 à 60 cm. Under arbete med rättande af den förra, som stod på lut, hade det fallit egaren af Grinda in att rödja jorden af hällen, som nu blef öfver 2 meter lång och mer än 1 m. bred på bredaste stället. Vid mitt nästa besök på stället väckte stenen min uppmärksamhet; bonden hemtade spaden och sedan vi gräft oss in under smalaste ändan, upptäcktes snart runor. Stenen, rest på Vitterhets-Akademiens bekostnad, är af grå gneis, till ytan ganska plan och slät; dock finnas på nedre delen ett par skrofliga ytor, som ej blifvit huggna. Korset är i hufvudsak likt det på Bautil 801, jfr äfven Bautil 799, venstra teckningen, och äfven inskriftens anordning, utom att inskriften på Grindastenen öfverallt är dubbelradig. Huggningen är tydlig, ej särdeles djup."
Stenen rest och imålad 1970-02-20, återigen rest 1983.